# Eindige differentie
In de numerieke wiskunde worden afgeleiden benaderd door middel van eindige differenties, en dit tot verschillende ordes van nauwkeurigheid. Een eindige differentie kan centraal, voorwaarts of achterwaarts zijn. Eindige differenties worden ook gebruikt in de numerieke oplossingsmethoden voor partiële differentiaalvergelijkingen, zoals de lijnmethode en de Crank-Nicholsonmethode.

## Algemeen principe
In een aantal opeenvolgende equidistante discrete punten {\displaystyle (x_{k},f_{k})} wordt een veelterm berekend, die vervolgens wordt gedifferentieerd in een van de gebruikte netpunten. Het resultaat hangt allen af van de functiewaarden {\displaystyle f_{k}} en de stapgrootte {\displaystyle h} tussen twee opeenvolgende netpunten. Bij centrale differenties wordt de afgeleide in het middelste (centrale) punt berekend, en zal de gebruikte veelterm van even graad zijn, aangezien een oneven aantal punten gebruikt wordt. Bij voorwaartse en achterwaartse differenties wordt de afgeleide in een van de uiterste punten genomen en mag de graad van de veelterm even of oneven zijn. De graad van de gebruikte veelterm moet minstens zo groot zijn als de orde van de te benaderen afgeleide. Met drie punten, dus met een veelterm van graad 2, kan men dus een benadering maken van de eerste en van de tweede afgeleide. Een afgeleide van orde drie of hoger kan niet omdat de derde afgeleide van een tweedegraads veelterm immers nul is.

### Voorbeeld van centrale differenties
In dit voorbeeld wordt een veelterm van graad 2 gebruikt, door drie punten die genummerd worden als -1, 0 en 1. Het centrale punt waar de afgeleide benaderd wordt heeft dus index 0. De stap op de x-as is h. De veelterm van graad twee door de drie punten {\displaystyle (x_{-1}=-h,f_{-1}),\,(x_{0}=0,f_{0})} en {\displaystyle (x_{1}=h,f_{1})} is dan:
{\displaystyle p(x)={\frac {f_{-1}-2f_{0}+f_{1}}{2h^{2}}}x^{2}+{\frac {f_{1}-f_{-1}}{2h}}x+f_{0}}
Door deze te differentiëren, en vervolgens {\displaystyle x=0} te nemen, krijgt met als centrale differentie:
{\displaystyle f'(x_{0})={\frac {f_{1}-f_{-1}}{2h}}+O(h^{2})}
De grootte van de fout is hier evenredig met het kwadraat van de stapgrootte, zoals aangegeven door middel van de klassieke O-notatie. Dit is de nauwkeurigheid die in de onderstaande tabellen staat aangegeven.
Indien men tweemaal afleidt vindt men als centrale differentie:
{\displaystyle f''(x_{0})={\frac {f_{-1}-2f_{0}+f_{1}}{h^{2}}}+O(h^{2})}

### Voorbeeld van voorwaartse differentie
De punten worden nu genummerd met indices 0, 1 en 2, waarbij de afgeleiden in het eerste punt worden benaderd. Dus opnieuw heeft het netpunt waarin de afgeleide wordt benaderd, 0 als index. De eerste-orde voorwaartse differentie maakt gebruik van de twee volgende punten, en is:
{\displaystyle f'(x_{0})={\frac {-3f_{0}+4f_{1}-f_{2}}{2h}}+O(h^{2})}
Dit werd dus verkregenen door de parabool te bepalen door de punten {\displaystyle (x_{0}=0,f_{0}),\,(x_{1}=h,f_{1})} en {\displaystyle (x_{2}=2h,f_{2})}, en de afgeleide vervolgens te evalueren in {\displaystyle x=0}.

### Achterwaartse differentie
De coëfficiënten van achterwaartse differenties worden bekomen door de rij coëfficiënten van de bijhorende voorwaartse differenties achterstevoren te nemen, en allemaal van teken te veranderen:
{\displaystyle f'(x_{0})={\frac {f_{-2}-4f_{-1}+3f_{0}}{2h}}+O(h^{2})}
Deze voorbeelden zijn alle gebaseerd op een tweedegraadsveelterm, maar een hogere nauwkeurigheid wordt verkregen door veeltermen van een hogere graad te nemen. 

## Tabel van Centrale eindige differenties
Deze tabel bevat de coëfficiënten voor centrale differenties, voor verschillende ordes van nauwkeurigheid. De noemer is steeds een macht van {\displaystyle h}, waarbij de macht gelijk is aan de orde van de te benaderen afgeleide.
| Afge- leide | Nauw- keurig- heid | Graad veel- term | −4     | −3     | −2       | −1      | 0       | 1       | 2       | 3     | 4      |
| ----------- | ------------------ | ---------------- | ------ | ------ | -------- | ------- | ------- | ------- | ------- | ----- | ------ |
| 1           | 2                  | 2                |        |        |          | −1/2    | 0       | 1/2     |         |       |        |
| 1           | 4                  | 4                |        |        | 1/12     | −2/3    | 0       | 2/3     | −1/12   |       |        |
| 1           | 6                  | 6                |        | −1/60  | 3/20     | −3/4    | 0       | 3/4     | −3/20   | 1/60  |        |
| 1           | 8                  | 8                | 1/280  | −4/105 | 1/5      | −4/5    | 0       | 4/5     | −1/5    | 4/105 | −1/280 |
| 2           | 2                  | 2                |        |        |          | 1       | −2      | 1       |         |       |        |
| 2           | 4                  | 4                |        |        | −1/12    | 4/3     | −5/2    | 4/3     | −1/12   |       |        |
| 2           | 6                  | 6                |        | 1/90   | −3/20    | 3/2     | −49/18  | 3/2     | −3/20   | 1/90  |        |
| 2           | 8                  | 8                | −1/560 | 8/315  | −1/5     | 8/5     | −205/72 | 8/5     | −1/5    | 8/315 | −1/560 |
| 3           | 2                  | 4                |        |        | −1/2     | 1       | 0       | −1      | 1/2     |       |        |
| 3           | 4                  | 6                |        | 1/8    | −1       | 13/8    | 0       | −13/8   | 1       | −1/8  |        |
| 3           | 6                  | 8                | −7/240 | 3/10   | −169/120 | 61/30   | 0       | −61/30  | 169/120 | −3/10 | 7/240  |
| 4           | 2                  | 4                |        |        | 1        | −4      | 6       | −4      | 1       |       |        |
| 4           | 4                  | 6                |        | −1/6   | 2        | −13/2   | 28/3    | −13/2   | 2       | −1/6  |        |
| 4           | 6                  | 8                | 7/240  | −2/5   | 169/60   | −122/15 | 91/8    | −122/15 | 169/60  | −2/5  | 7/240  |

Voorbeeld: de derde-orde-afgeleide met orde van nauwkeurigheid 2 is :
{\displaystyle \displaystyle f'''(x_{0})={\frac {-{\frac {1}{2}}f(x_{-2})+f(x_{-1})-f(x_{1})+{\frac {1}{2}}f(x_{2})}{h^{3}}}+O\left(h^{2}\right)}

## Tabel van voorwaartse en achterwaarte eindige differenties
Deze tabel bevat de coëfficiënten voor voorwaartse differenties, voor verschillende ordes van nauwkeurigheid. De coëfficiënten van de achterwaartse differenties worden verkregen door de tabel van rechts naar links te lezen, en in het geval van een oneven afgeleide alle coëfficiënten van teken te veranderen. De noemer is steeds een macht van {\displaystyle h}, waarbij de macht gelijk is aan de orde van de te benaderen afgeleide.
| Afge- leide | Nauw- keurig- heid | Graad veel- term | 0        | 1        | 2          | 3       | 4        | 5        | 6         | 7       | 8        |
| ----------- | ------------------ | ---------------- | -------- | -------- | ---------- | ------- | -------- | -------- | --------- | ------- | -------- |
| 1           | 1                  | 1                | −1       | 1        |            |         |          |          |           |         |          |
| 1           | 2                  | 2                | −3/2     | 2        | −1/2       |         |          |          |           |         |          |
| 1           | 3                  | 3                | −11/6    | 3        | −3/2       | 1/3     |          |          |           |         |          |
| 1           | 4                  | 4                | −25/12   | 4        | −3         | 4/3     | −1/4     |          |           |         |          |
| 1           | 5                  | 5                | −137/60  | 5        | −5         | 10/3    | −5/4     | 1/5      |           |         |          |
| 1           | 6                  | 6                | −49/20   | 6        | −15/2      | 20/3    | −15/4    | 6/5      | −1/6      |         |          |
| 2           | 1                  | 2                | 1        | −2       | 1          |         |          |          |           |         |          |
| 2           | 2                  | 3                | 2        | −5       | 4          | −1      |          |          |           |         |          |
| 2           | 3                  | 4                | 35/12    | −26/3    | 19/2       | −14/3   | 11/12    |          |           |         |          |
| 2           | 4                  | 5                | 15/4     | −77/6    | 107/6      | −13     | 61/12    | −5/6     |           |         |          |
| 2           | 5                  | 6                | 203/45   | −87/5    | 117/4      | −254/9  | 33/2     | −27/5    | 137/180   |         |          |
| 2           | 6                  | 7                | 469/90   | −223/10  | 879/20     | −949/18 | 41       | −201/10  | 334/59    | −7/10   |          |
| 3           | 1                  | 3                | −1       | 3        | −3         | 1       |          |          |           |         |          |
| 3           | 2                  | 4                | −5/2     | 9        | −12        | 7       | −3/2     |          |           |         |          |
| 3           | 3                  | 5                | −17/4    | 71/4     | −59/2      | 49/2    | −41/4    | 7/4      |           |         |          |
| 3           | 4                  | 6                | −49/8    | 29       | −461/8     | 62      | −307/8   | 13       | −15/8     |         |          |
| 3           | 5                  | 7                | −967/120 | 638/15   | −3929/40   | 389/3   | −2545/24 | 268/5    | −1849/120 | 29/15   |          |
| 3           | 6                  | 8                | −801/80  | 349/6    | −18353/120 | 2391/10 | −1457/6  | 4891/30  | −561/8    | 527/30  | −469/240 |
| 4           | 1                  | 4                | 1        | −4       | 6          | −4      | 1        |          |           |         |          |
| 4           | 2                  | 5                | 3        | −14      | 26         | −24     | 11       | −2       |           |         |          |
| 4           | 3                  | 6                | 35/6     | −31      | 137/2      | −242/3  | 107/2    | −19      | 17/6      |         |          |
| 4           | 4                  | 7                | 28/3     | −111/2   | 142        | −1219/6 | 176      | −185/2   | 82/3      | −7/2    |          |
| 4           | 5                  | 8                | 1069/80  | −1316/15 | 15289/60   | −2144/5 | 10993/24 | −4772/15 | 2803/20   | −536/15 | 967/240  |

Voorbeeld: De eerste orde afgeleide met orde van nauwkeurigheid 3 is:
{\displaystyle f'(x_{0})={\frac {-{\frac {11}{6}}f(x_{0})+3f(x_{1})-{\frac {3}{2}}f(x_{2})+{\frac {1}{3}}f(x_{3})}{h}}+O(h^{3})}
en de bijhorende achterwaartse differentie is
{\displaystyle f'(x_{0})={\frac {{\frac {11}{6}}f(x_{0})-3f(x_{-1})+{\frac {3}{2}}f(x_{-2})-{\frac {1}{3}}f(x_{-3})}{h}}+O\left(h^{3}\right)}